# Enzo Russo
Enzo Russo, all'anagrafe Vincenzo Russo (Polistena, 27 agosto 1984), è un regista e sceneggiatore italiano.

## Biografia
Nel periodo che va dal 2003 al 2018 lavora come assistente e aiuto regia per numerosi film per il cinema e la televisione. Tra il 2009 e il 2011 ha lavorato per Repubblica TV curando come regista vari format. Nel 2013 è regista di Io, la Fiat e i Clash, book trailer del romanzo Io e l'Avvocato di Mimmo Calopresti. Nel 2015 è tra i fondatori dell'associazione culturale Reggio Cinema. Nello stesso anno Reggio Cinema si affianca al comune di Cittanova per la riapertura del Cinema Gentile.
Nel 2016 gira la sua opera prima Ninna Nanna, firmando la regia con Dario Germani. La pellicola affronta il delicato tema della depressione post-partum, vissuto in prima persona da Anita interpretata da Francesca Inaudi. Nel cast sono presenti anche Fabrizio Ferracane, Manuela Ventura e la partecipazione di Nino Frassica. La colonna sonora del film è stata curata da Kekko Silvestre, frontman dei Modà.

## Filmografia

### Regista
- Io, la Fiat e i Clash (2013) - Book Trailer Io e l'Avvocato
- Ninna Nanna (2017) - lungometraggio

### Sceneggiatore
- Ninna Nanna (2017)

### Attore
- L'abbuffata, regia di Mimmo Calopresti (2007)
- La fabbrica dei tedeschi, regia di Mimmo Calopresti (2008)
- Mirafiori Lunapark, regia di Stefano Di Polito (2015)

## Riconoscimenti
- Terra di Siena Film Festival – Miglior regia per Ninna Nanna (2018)
- Cubo Cine Festival – Miglior opera prima per Ninna Nanna (2018)
- OIFF - Ostia International Film Festival – Miglior film per Ninna Nanna (2019)